# Pestovo
Pestovo (Russisch: Пестово) is een stad in de oblast Novgorod, Rusland. Het is het administratieve centrum van het gelijknamige rayob. De stad ligt in het oostelijk gedeelte van de oblast, 314 kilometer ten zuidoosten van Novgorod. De stad bevindt zich op de Waldajhoogte en is gelegen aan de rivier Mologa, een zijrivier van de Wolga. Het inwoneraantal is al jaren tamelijk stabiel, zo rond de 15.700.
De eerstelijke schriftelijke vermelding over Pestovo dateert uit 1495.

## Economie
De echte ontwikkeling van de plaats begon pas in 1918, toen er een spoorlijn langs de stad werd aangelegd. In 1924 werd een daagmolen aan de Mologa gebouwd, vlak bij het station. De concessie werd gegeven aan het Duitse bedrijf dat de molen bouwde.
Pestovo kreeg in 1927 de status van een nederzetting met stedelijk karakter  en in 1965 stadstatus.

## Kerk
In de tweede helft van de 18de eeuw werd een kerk gebouwd in Pokrov-Mologa, dat later deel van Pestovo werd. De kerk is een minument en ligt aan de rechter oever van de Mologa.

## Sport
Op de Postovo Golf & Yacht Club werd in 2008 de eerste editie van het Russisch Seniors Open gespeeld.
Bestuurlijk centrum: Veliki Novgorod 

Borovitsji · Cholm · Chvojnaja · Malaja Visjera · Okoelovka · Pestovo · Soltsy · Staraja Roessa · Tsjoedovo · Valdaj